# Jimmy Smith (zenész)
Jimmy Smith (Norristown, 1925. december 8. – Phoenix, 2005. február 8.) amerikai dzsesszorgonista.

## Életpályája
Gyerekkorában zongorázni és nagybőgőzni is tanult, ami nagy hasznára vált, amikor azt tapasztalta, hogy mekkora jelentősége van a basszuskíséretnek. Azoknál a zenekaroknál, melyeknél a billentyűs Hammond-orgonán játszik, nem is nagyon alkalmaznak basszusgitárost, vagy bőgőst.
Leginkább Jimmy Smithnek köszönhető a Hammond-orgona ismertsége és népszerűvé válása.

## Lemezek
- A New Sound, A New Star: Jimmy Smith at the... (1956)
- The Champ (1956)
- A New Sound, A New Star: Jimmy Smith at the... (1956)
- The Incredible Jimmy Smith at the Organ... (1956)
- The Incredible Jimmy Smith at Club Baby... (live) (1956)
- The Incredible Jimmy Smith at Club Baby... (live) (1956)
- A Date with Jimmy Smith, Vol. 1 (1957)
- The Sounds of Jimmy Smith (1957)
- A Date with Jimmy Smith, Vol. 2 (1957)
- Jimmy Smith at the Organ, Vol. 1 (1957)
- Jimmy Smith at the Organ, Vol. 2 (1957)
- Plays Pretty Just for You (1957)
- The Incredible Jimmy Smith (1957)
- Jimmy Smith Trio + LD (1957)
- Confirmation (1957)
- Special Guests (1957)
- House Party (1957)
- Groovin' at Small's Paradise, Vol. 1 (1957)
- Groovin' at Small's Paradise, Vol. 2 (1957)
- Groovin' at Small's Paradise, Vol. 1-2 (LP) (1957)
- Groovin' at Small's Paradise [1999] (live) (1957)
- Lonesome Road (1957)
- The Sermon (1958)
- Softly as a Summer Breeze (1958)
- Cool Blues (1958)
- On the Sunny Side (1958)
- Home Cookin' (1958)
- Six Views of the Blues (1958)
- Crazy! Baby (1960)
- Plain Talk (1960)
- Open House (1960)
- Open House/Plain Talk (1960)
- Back at the Chicken Shack (1960)
- Midnight Special (1960)
- Prayer Meetin' (1960)
- Jimmy Smith Plays Fats Waller (1962)
- Bashin': The Unpredictable Jimmy Smith (1962)
- Hootchie Coochie Man (1962)
- I'm Movin' On (1963)
- Bucket! (1963)
- Rockin' the Boat (1963)
- Hobo Flats ( 1963)
- Live at the Village Gate (1963)
- Any Number Can Win (1963)
- Blue Bash ( 1963)
- Jimmy Smith Plays the Blues (1963)
- Jazz 'Round Midnight: Jimmy Smith (1963)
- Who's Afraid of Virginia Woolf? (1964)
- The Cat (1964)
- Christmas '64 (1964)
- Christmas Cookin' (1964)
- Monster ( 1965)
- In Hamburg Live (1965)
- Live in Concert / Paris (1965)
- Jimmy Smith and His Trio (RTE 1965)
- Organ Grinder Swing (1965)
- Got My Mojo Workin' (1965)
- I Got My Mojo Working (1965)
- The Amazing Jimmy Smith Trio (1965)
- Peter and the Wolf (1966)
- The Dynamic Duo (1966)
- The Further Adventures of Jimmy and Wes (1966)
- Respect ( 1967)
- Stay Loose (1968)
- Livin' It Up ( 1968)
- The Boss ( 1968)
- The Best of Jimmy Smith (1968)
- Groove Drops (1969)
- Jimmy Smith in a Plain Brown Wrapper (1971)
- Root Down (live) (1972)
- Bluesmith ( 1972)
- Portuguese Soul (1973)
- Other Side of Jimmy Smith (1973)
- At the Lowry Organ (1973)
- I'm Gonna Git Myself Together (1973)
- Blacksmith (Pride 1974)
- Paid in Full (Mojo 1974)
- Jimmy Smith (1975)
- Sit on It! (Mercury 1976)
- It's Necessary (Mercury 1977)
- Tomorrow's Sounds Today (1978)
- The Cat Strikes Again (1980)
- Second Coming (Mojo 1980)
- All the Way Live (1981)
- Off the Top (1982)
- Keep on Comin' (1983)
- Just for You (Sounds 1983)
- Go for Whatcha' Know (1986)
- Prime Time (1989)
- Fourmost (1990)
- The Master (1993)
- Master 2 (1993)
- Sum Serious Blues (1993)
- Damn! ( 1995)
- Angel Eyes: Ballads & Slow Jams (1995)
- In Concert (live) (1996)
- Platinum ( 1996)
- Paris Jazz Concert 1965 (live) (1999)
- Immortal Concerts: Club Baby Grand,... (live) (2000)
- Jimmy Smith's Finest Hour (2000)
- Dot Com Blues (2001)
- Fourmost Return (2001)

## Díjak
- NEA Jazz Masters Award, 2005 [10]